# Västra Abborrträsket
Västra Abborrträsket är en sjö i Arvidsjaurs kommun i Lappland och ingår i Piteälvens huvudavrinningsområde. Sjön har en area på 0,541 kvadratkilometer och ligger 304,2 meter över havet.

## Delavrinningsområde
Västra Abborrträsket ingår i det delavrinningsområde (730989-168075) som SMHI kallar för Utloppet av Västra Abborrträsket. Medelhöjden är 343 meter över havet och ytan är 5,87 kvadratkilometer. Det finns inga avrinningsområden uppströms utan avrinningsområdet är högsta punkten. Vattendraget som avvattnar avrinningsområdet har biflödesordning 4, vilket innebär att vattnet flödar genom totalt 4 vattendrag innan det når havet efter 130 kilometer. Avrinningsområdet består mestadels av skog (78 procent) och sankmarker (12 procent). Avrinningsområdet har 0,55 kvadratkilometer vattenytor vilket ger det en sjöprocent på 9,3 procent.